# Tom Høyem

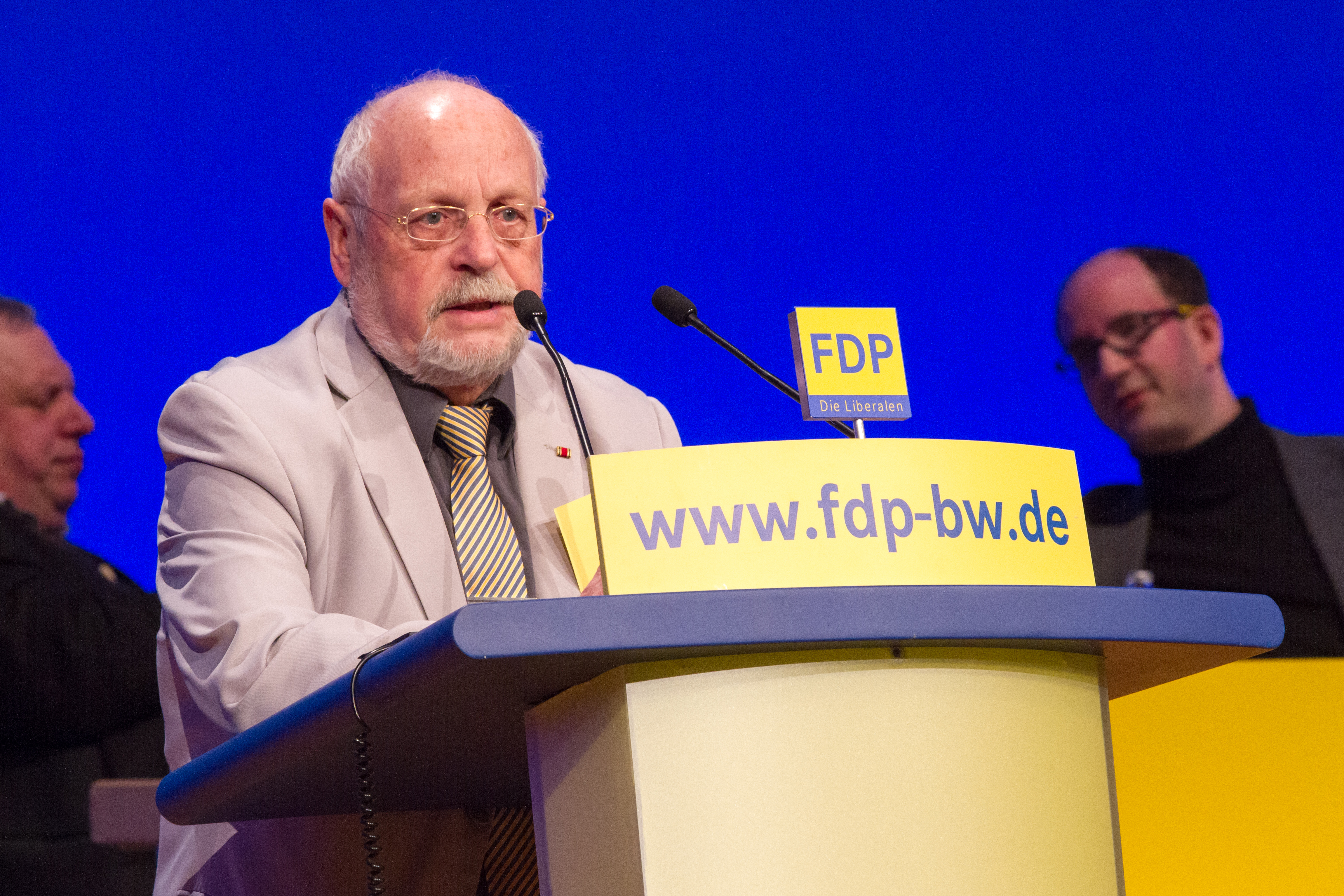
Tom Høyem auf dem Landesparteitag der FDP Baden-Württemberg 2015

Tom Høyem (* 10. Oktober 1941 in Nykøbing Falster, Dänemark) ist ein dänisch-deutscher Politiker. Er war dänischer Grönlandminister und Direktor mehrerer Europäischer Schulen.

## Leben
Nach Abschluss seines Studiums der nordischen Philologie an den Universitäten Kopenhagen, Aarhus und Bergen und dem Bruch mit den Sozialdemokraten, beteiligte er sich 1973 maßgeblich an der Gründung der dänischen Partei Centrum-Demokraterne, deren Vorsitzender er bis 1975 war.
Von 1975 bis 1979 arbeitete er als Lektor für dänische Sprache und Literatur an der Universität Stockholm und war gleichzeitig als Auslandskorrespondent für die dänische Tageszeitung Berlingske Tidende tätig. 1975 gründete er eine dänische Volkshochschule und sorgte als deren Vorsitzender für die Einrichtung von Abteilungen in vielen europäischen Ländern. 1979 wurde er Direktor eines dänischen Internatsgymnasiums.
Im September 1982 trat er als Grönlandminister in die dänische Regierung unter Poul Schlüter ein und übte dieses Amt bis 1987 aus, bevor er aufgrund der nun verwirklichten Autonomie Grönlands selbst vorschlug, das Ministerium abzuschaffen. In seine Zeit als Grönlandminister fielen der Konflikt mit Kanada um die Hans-Insel und der Austritt des nun autonomen Grönlands aus der Europäischen Gemeinschaft in Verbindung mit dem Grönland-Vertrag, für den er unter anderem mit Hans-Dietrich Genscher in Bonn über Fischereirechte europäischer Fischer in Grönland verhandelte.
Darauf übernahm er die Leitung der Europäischen Schule Culham, wurde 1994 zum Direktor der Europäischen Schule München ernannt und wechselte im Jahr 2000 zur Europäischen Schule Karlsruhe (ESK) als deren Leiter. Im August 2015 verabschiedete er sich vom Posten des Schuldirektors an der ESK in den Ruhestand.
1994 trat er in die FDP ein und wurde 2004 in den Gemeinderat von Karlsruhe gewählt, dem er bis 2024 – teilweise als Fraktionsvorsitzender – angehörte. 2005 wurde er Mitglied von Venstre, der liberalen Partei von Dänemark. Bei der Landtagswahl in Baden-Württemberg 2016 kandidierte er für die FDP im Wahlkreis Karlsruhe I, verfehlte jedoch ein Mandat.

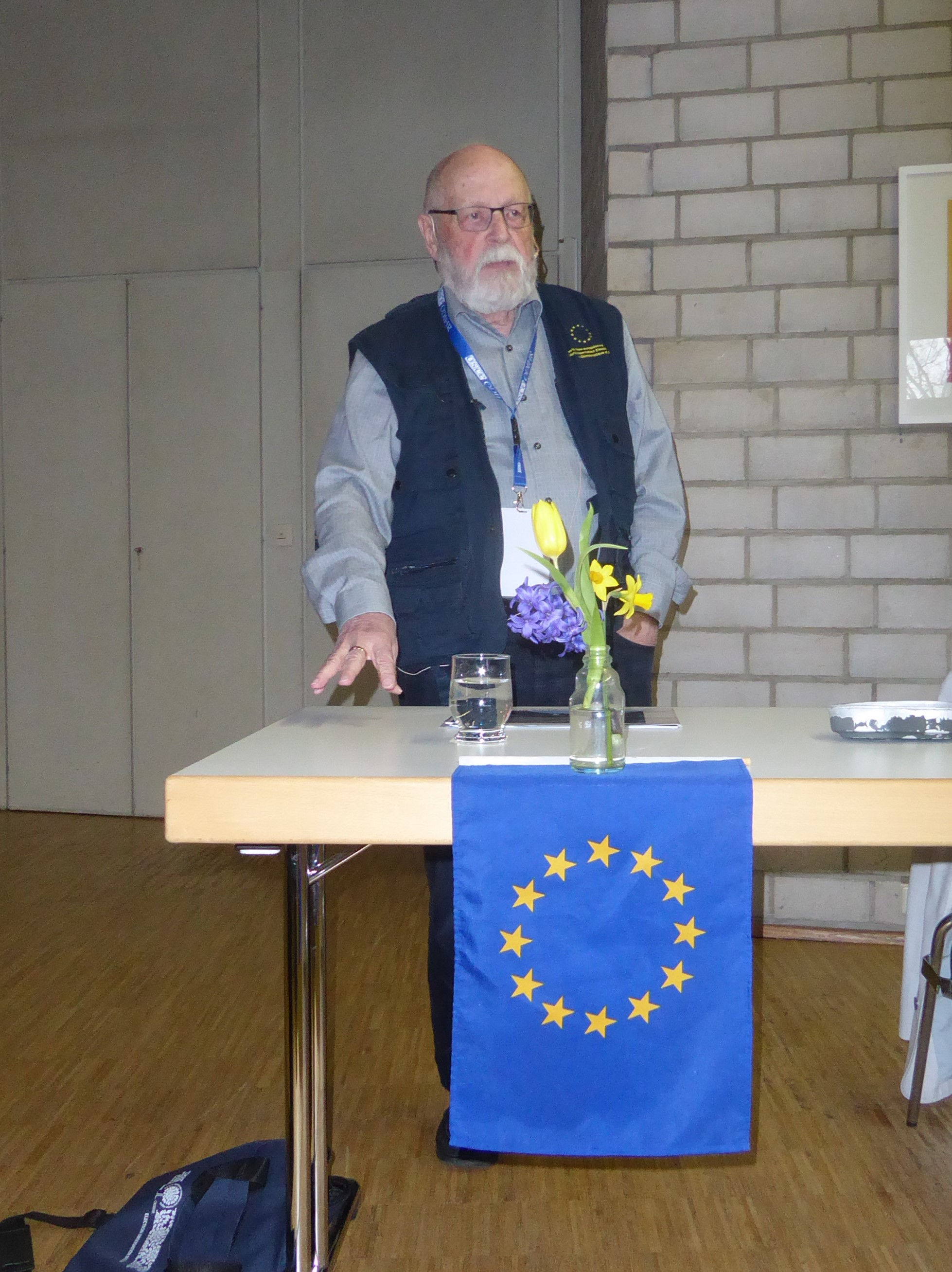
Tom Høyem in seiner Kluft als Wahlbeobachter bei einem Vortrag des Mittwochsforums Rheinstetten 2024

Wiederholt wurde er von der OECD und der dänischen Regierung als Wahlbeobachter eingesetzt, unter anderem in Albanien, Bosnien, Kasachstan, Aserbaidschan, Nordmazedonien, Montenegro, Palästina (Gaza), der Ukraine, der Türkei und der Demokratischen Republik Kongo.
Tom Høyem ist seit 2002 in zweiter Ehe verheiratet und hat vier Kinder. Am 1. September 2015 erhielt er die deutsche Staatsbürgerschaft.

## Auszeichnungen
- 14. September 1984 Dannebrogorden[8]
- Februar 2014 Verdienstorden der Bundesrepublik Deutschland[9]

## Einzelbelege
1. ↑  Tom Høyem - Konsulent, fhv. minister og Europaskolerektor. In: Kristeligt Dagblad. Abgerufen am 13. März 2024.
2. ↑  Danmarks sidste Grønlandsminister. Jyllands-Posten, 10. Oktober 2016, abgerufen am 13. März 2024 (dänisch).
3. ↑  Tom Høyem | lex.dk. 13. Juli 2012, abgerufen am 18. Dezember 2023 (dänisch).
4. ↑  Unternehmer Høyem: Karlsruher Stadtrat gründet Firma in Rumänien | ka-news. 24. Juli 2015, abgerufen am 18. Dezember 2023.
5. ↑  Tom Høyem. Dansk Biografisk Leksikon, abgerufen am 13. März 2024 (dänisch).
6. ↑  OSZE-Beobachter in der Ukraine "Meine Frau ist besorgt um mich". N24, 17. Mai 2014, abgerufen am 16. August 2016.
7. ↑  Bernd Schiel: Deutscher Staatsbürger! 4. September 2015, abgerufen am 16. August 2016.
8. ↑  Dänisches Königshaus: Übersicht über die Empfänger dänischer Orden. In: Website des Dänischen Königshauses. Abgerufen am 4. März 2025 (dänisch).
9. ↑  Tom Hoyem erhält Bundesverdienstkreuz, ka-news.de, 7. Februar 2014, abgerufen am 24. April 2014.